# Agnes Mary Claypole
Agnes Mary Claypole (Bristol, Regne Unit, 1 de gener de 1870 - Concord (Nou Hampshire), Estats Units, 29 d'agost de 1954) va ser una zoòloga i professora de ciències naturals estatunidenca, que va contribuir al coneixement de l'ovogènesi.
Natural de Bristol, amb nou anys emigrà amb la seva família als Estats Units. El 1887 es va matricular a la Facultad Buchtel College. I el 1894 va estudiar a la Universitat Cornell per a optar al grau de mestria. El 1896 es graduà per la Universitat de Chicago.
Amb la seva tesi a la mestria en ciències va estudiar el tracte digestiu de les anguiles. També va treballar en diverses posicions al Throop College, l'Institut de Tecnologia de Califòrnia, entre les quals la d'instructor en zoologia, professora de ciències naturals, i curadora (1903-1904). Fou membre de l'Associació Americana per a l'Avenç de la Ciència i de la Boston Society of Natural History.
I es convertí en la primera dona nominada per a un càrrec de professor al departament de medicina de la Universitat Cornell.
El seu germà fou el professor de ciències Edward Waller Claypole 5 i la seva germana bessona la fisiòloga i patòloga Edith Jane Claypole (1870-1915).